# توماس چک
توماس رابرت چک (به انگلیسی: Thomas Robert Cech) (تولد ۸ دسامبر ۱۹۴۷) در شیکاگو، ایلینوی به دنیا آمد. شیمیدان آمریکایی است.
در سال ۱۹۸۹ او به همراه سیدنی آلتمن
«برای کشف خصوصیات RNA، ریبوزیم»
موفق به کسب جایزه نوبل در شیمی شد.